# Dicranolepis thomensis
Dicranolepis thomensis är en tibastväxtart som beskrevs av Engl. et Gilg. Dicranolepis thomensis ingår i släktet Dicranolepis och familjen tibastväxter. Inga underarter finns listade i Catalogue of Life.